# Dendrobium bostrychodes
Dendrobium bostrychodes är en orkidéart som beskrevs av Heinrich Gustav Reichenbach. Dendrobium bostrychodes ingår i släktet Dendrobium, och familjen orkidéer. Inga underarter finns listade i Catalogue of Life.